# 오장경
오장경(중국어 정체자: 吳長慶, 병음: Wǔ Chángqìng 우창칭[*], 1834년 – 1884년)은 청나라 말기의 군인이다. 자는 소헌(筱軒)이며, 독서를 좋아하고 군사를 사랑하여 유장(儒將)이라고 칭했다. 원세개(袁世凱)의 은사에 해당한다.

## 개요
안휘성(安徽省) 여강현(廬江縣) 출신이다. 향용(鄕勇)을 이끌고 여강현과 수청현을 지키고 있었지만, 이홍장(李鴻章)이 회군(淮軍)을 결성하자 그 군대에 합류하였다. 오장경의 부대는 경자영(慶字營)이라 불렸다.
1862년에 이홍장을 따라 상해(上海)에 가서, 태평천국(太平天國) 군대와 전투를 벌여 유격으로 승진했다. 이듬해 고향 여강에서 다시 군사를 모집하고 있었는데 태평천국의 충왕(忠王) 이수성(李秀成)에게 포위되었으나 이를 격퇴했다. 그 후 상해로 돌아와 1864년에는 용장으로 알려진 영왕 요발수가 수비하는 가흥(嘉興) 공략에 참여했다.
1868년에 이홍장이 염군(捻軍)을 진압하기 위해 출진하자, 하남(河南), 산동(山東), 직례(直隸)를 돌아다니며 염군을 진압했다. 1880년, 절강제독(浙江提督)으로 승진했지만, 베트남을 둘러싸고 프랑스와의 긴장 관계가 조성되면서 산동성의 군무를 보좌하는 일을 맡았다.
1882년에 임오군란을 진압하기 위해 조선으로 들어왔다. 당시 그를 수행해 왔던 부하 장교들 중에는 원세개도 있었다.
1884년에 귀국하여 금주(金州)를 지키다가 병사했다. 무장의 시호를 받았다.